# Jaipurhat (district)
Pour la ville, voir Jaipurhat.
Jaipurhat est un district du Bangladesh. Il est situé dans la division de Rajshahi. La ville principale est Jaipurhat.

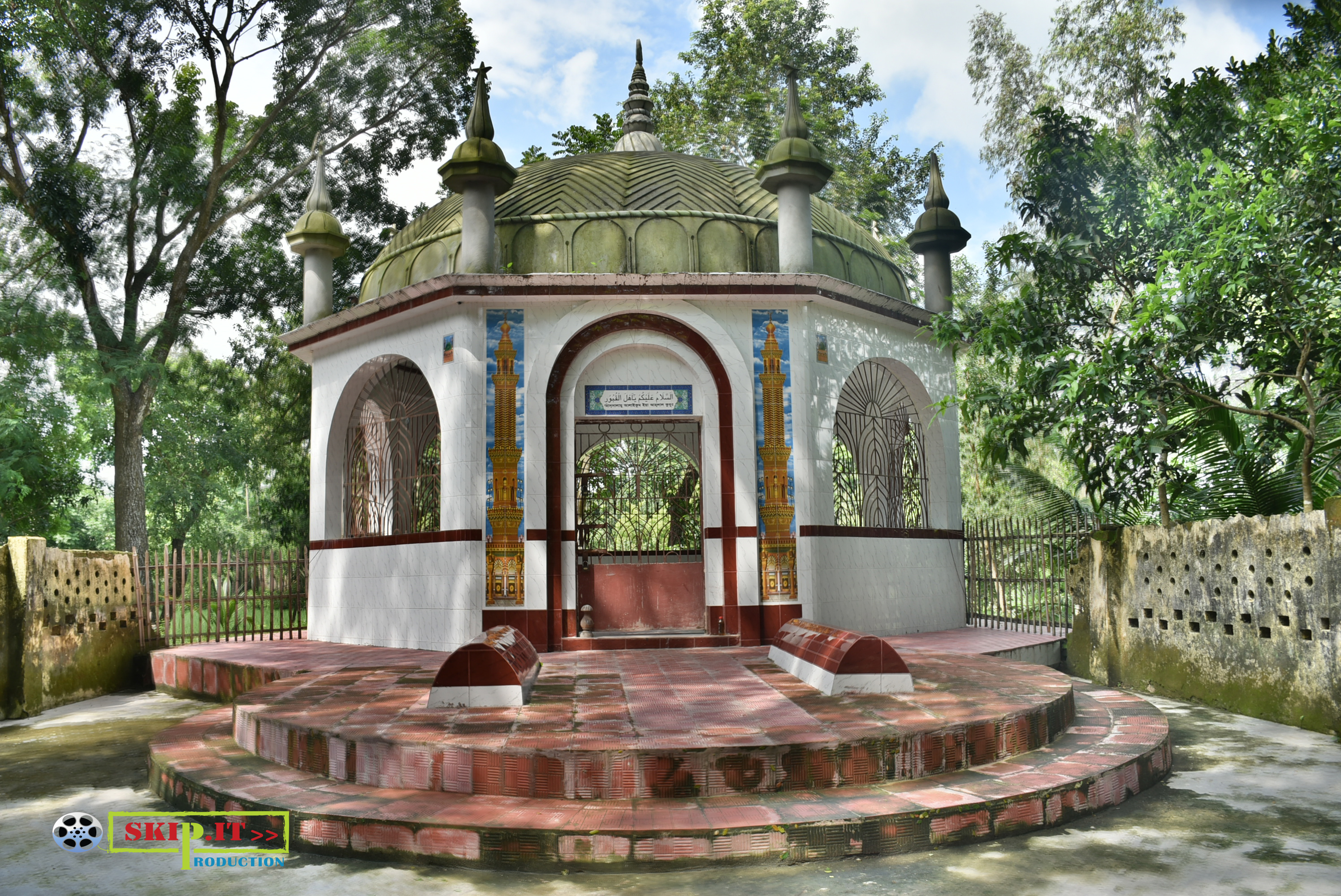
Sanctuaire près de Patharghata